# 1996 EJ
1996 EJ är en asteroid i huvudbältet som upptäcktes den 10 mars 1996 av de båda japanska astronomerna Seiji Ueda och Hiroshi Kaneda i Kushiro.
Asteroiden har en diameter på ungefär 9 kilometer och den tillhör asteroidgruppen Eunomia.